# Vyhlídka na Kapelu
Vyhlídka Na Kapelu je turisty hojně navštěvovaná skalní vyhlídka v Hruboskalském skalním městě, nedaleko arboreta Bukovina. Je z ní výhled po skalách oblasti Kapely a na skálu Kapelník.
Spolu s vyhlídkou u Lvíčka se nachází na tzv. Zlaté stezce Českého ráje, tedy červeně značené turistické stezce spojující zámek Hrubá Skála s hradem Valdštejn.